# Kourion
Kourion, starořecky Koύριov, latinsky Curium, byl významný starořecký městský stát a dnes významná archeologická lokalita na jihozápadním pobřeží Středozemního moře na ostrově Kypr. Nachází se ve městě Episkopi v britské vojenské oblasti Akrotiri (Ακρωτήρι) v zámořském území Spojeného království Akrotiri a Dekelia v distriktu Lemesos. Místo je pod správou Kyperské republiky v distriktu Lemesos. Akropole v Kourionu se nachází na vrcholu vápencového ostrohu nad zálivem. Celá rozsáhlá archeologická lokalita je součástí Světového dědictví UNESCO.

## Nejstarší osídlení
Nejstarší zjištěné pravěké neolitické osídlení v údolí řeky Kouris se nachází na vrcholu kopce Sotira-Teppes. Oblast byla dlouhodobě osídlena. Ve dvanáctém století př. Kr., po zániku mykénských paláců, sem přišli řečtí osadníci z Argosu a v tomto kyperském období zde postupně vznikal městský stát, který pak profitoval z obchodu s mědí. Městský stát, resp. města, vzkvétala ve 13. století př. Kr., než byly opuštěny asi v roce 1050 př. Kr.

## Kourionské království
Následné Kourionské království bylo ustaveno v letech 1050-750 př. Kr. Z tohoto období jsou známé nekropole, které dokazují prosperující komunitu v kontaktu s pevninským Řeckem. Později bylo Kourionské království pod asyrskou správou (750-475 př. Kr.) a egyptskou správou (569 až cca 546 př. Kr.). V roce 546 př. Kr. rozšířil perský král Kýros I. svou vládu nad Kyprem, včetně království Kourion. Další významnou událostí je iónské povstání (499-493 př. Kr.) proti Peršanům, které bylo potlačeno. V klasickém období (475-333 př. n. l.) došlo k nejstaršímu osídlení akropole. Kourionská vojska bojovala po boku Alexandra Velikého při obléhání Týru v roce 332 př. Kr. V roce 294 př.Kr. Ptolemaiovci upevnili kontrolu nad celým Kyprem.

## Pozdější období
V roce 58 př. Kr. je celý Kypr pod nadvládou Římské říše a mezi lety 47 a 31 př. Kr. se Kypr krátce vrátil k ptolemaiovské vládě pod vedením Marka Antonia a Kleopatry VII. a po porážce Antonia se opět dostal do područí Římské říše. V Kourionu byla zřízena občanská vláda fungující pod dohledem prokonzula. V letech 365-370 byl Kourion postižen pěti silnými zemětřeseními během osmdesáti let, o čemž svědčí archeologické pozůstatky v celém místě, pravděpodobně utrpěl téměř úplné zničení.

## Archeologické památky
Většina archeologických pozůstatků pochází z římského a pozdně římského až raně byzantského období.

## Galerie

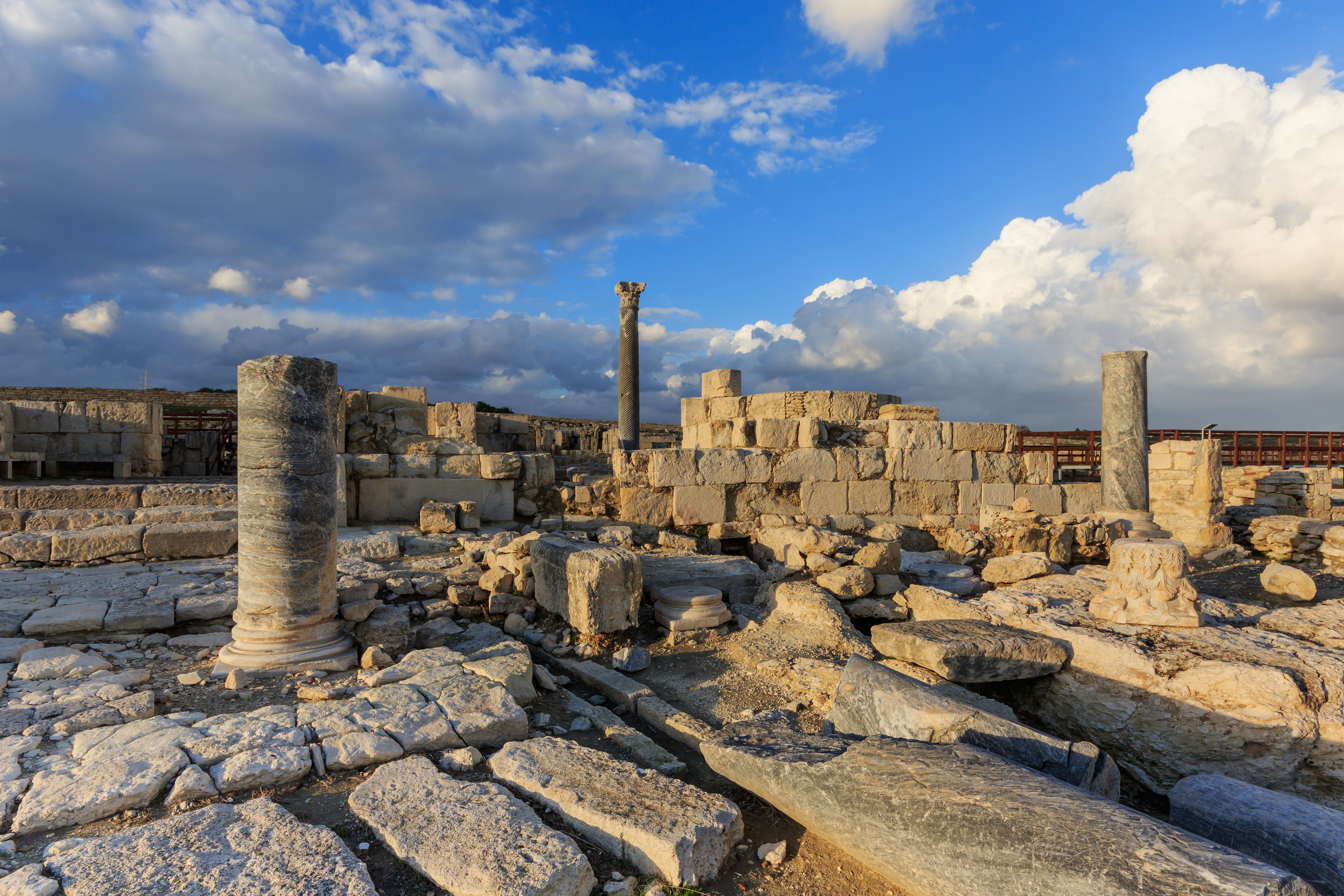
Agora
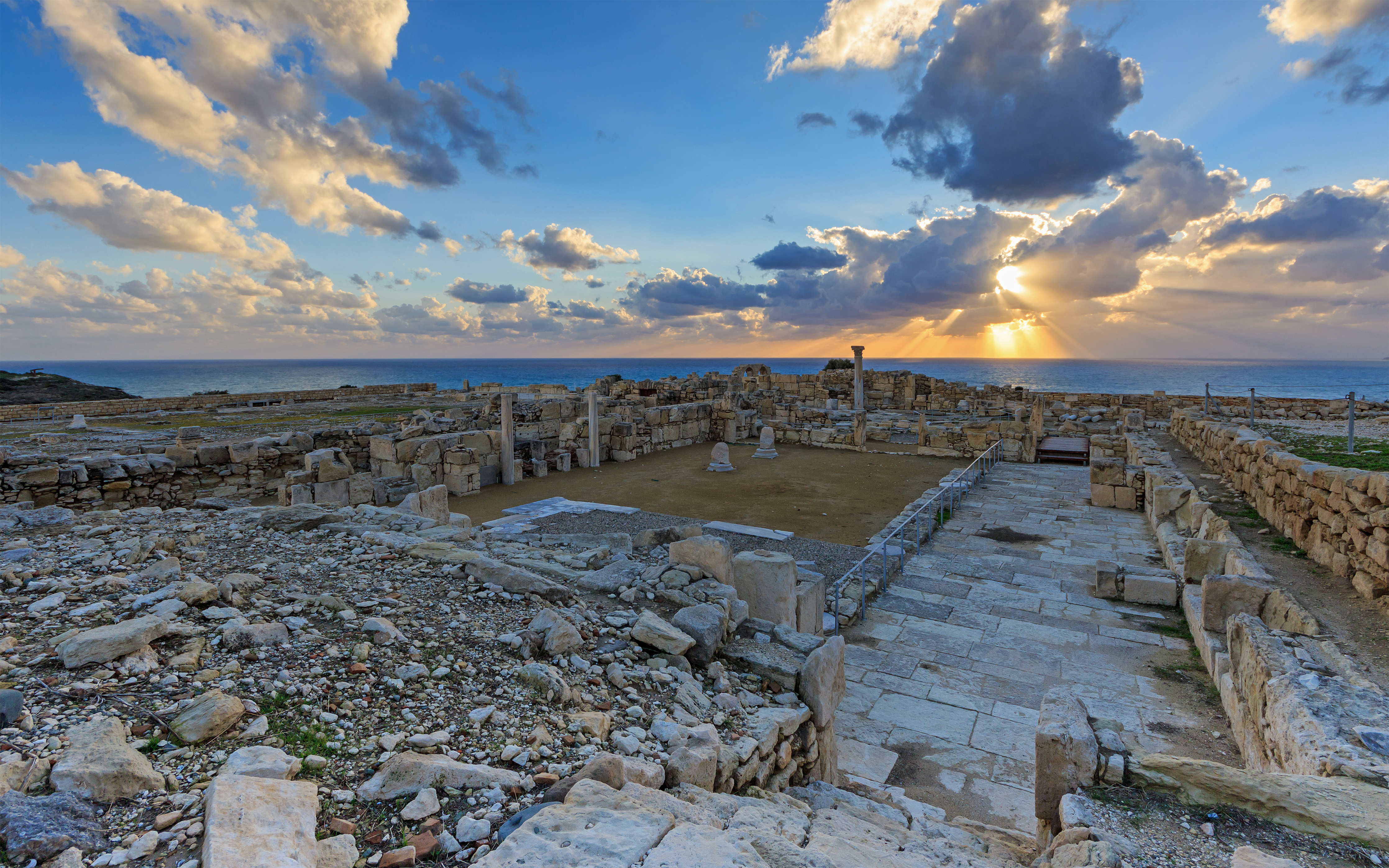
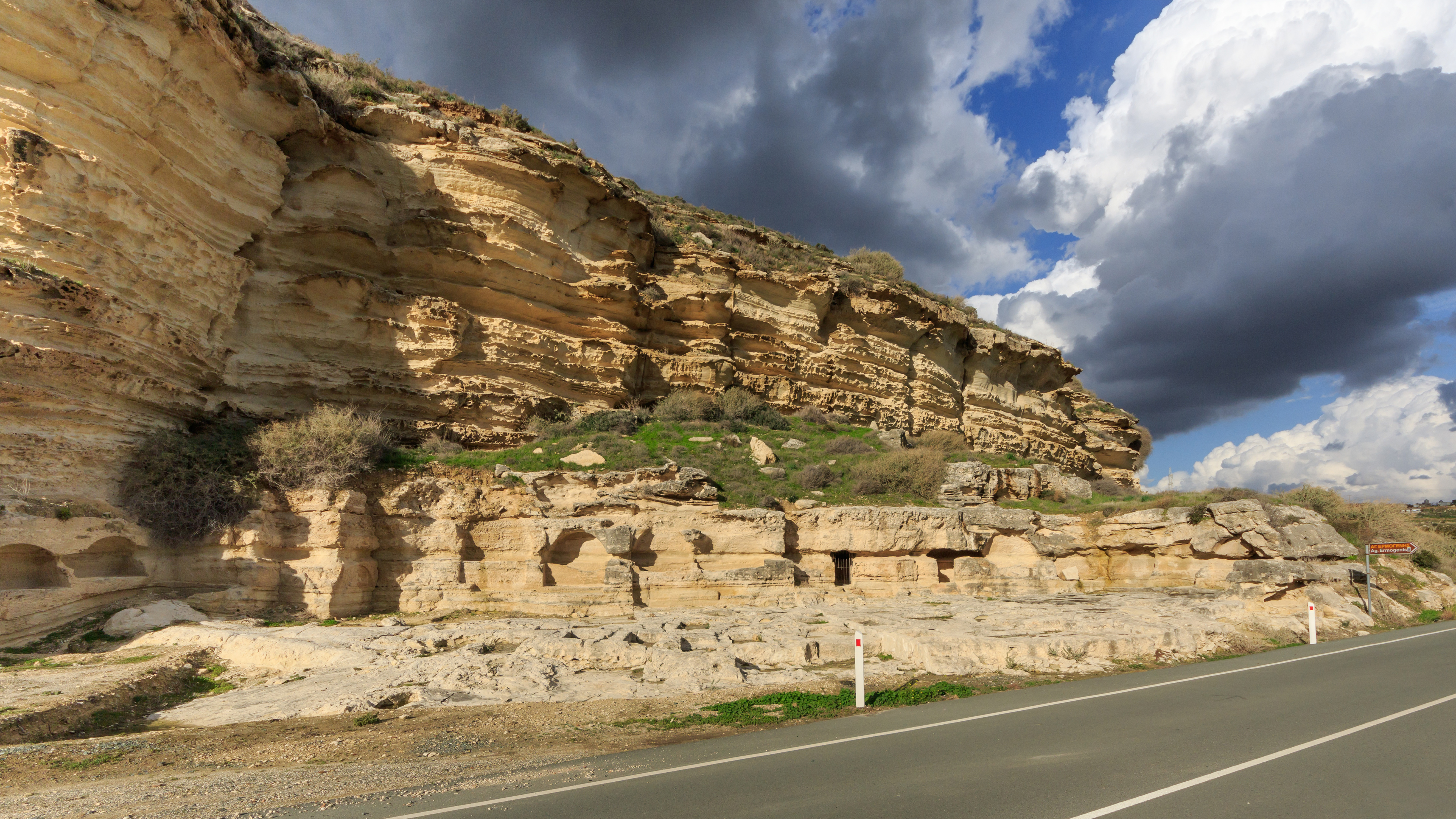
Pohled na Kourion ze silnice
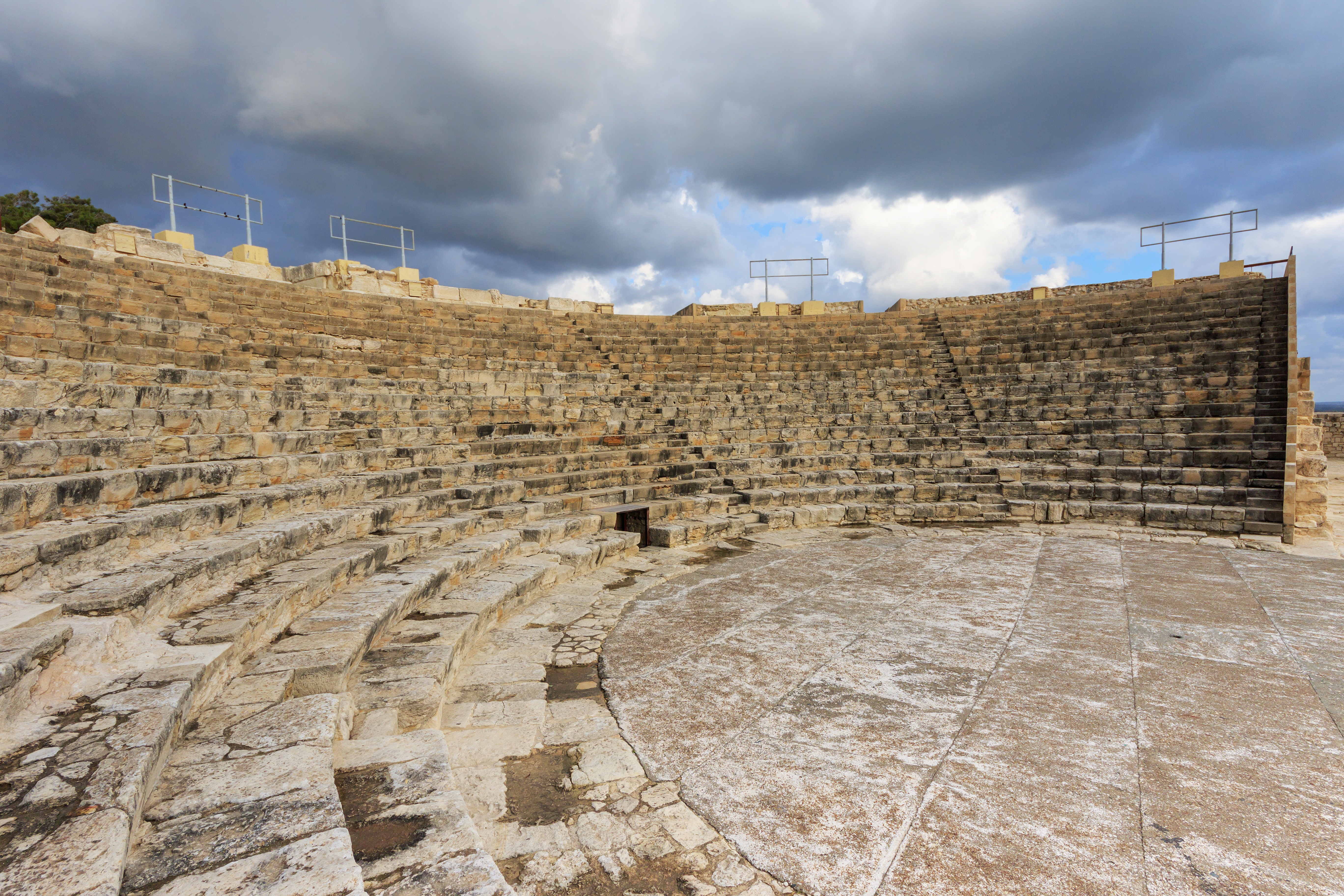
Amfiteátr
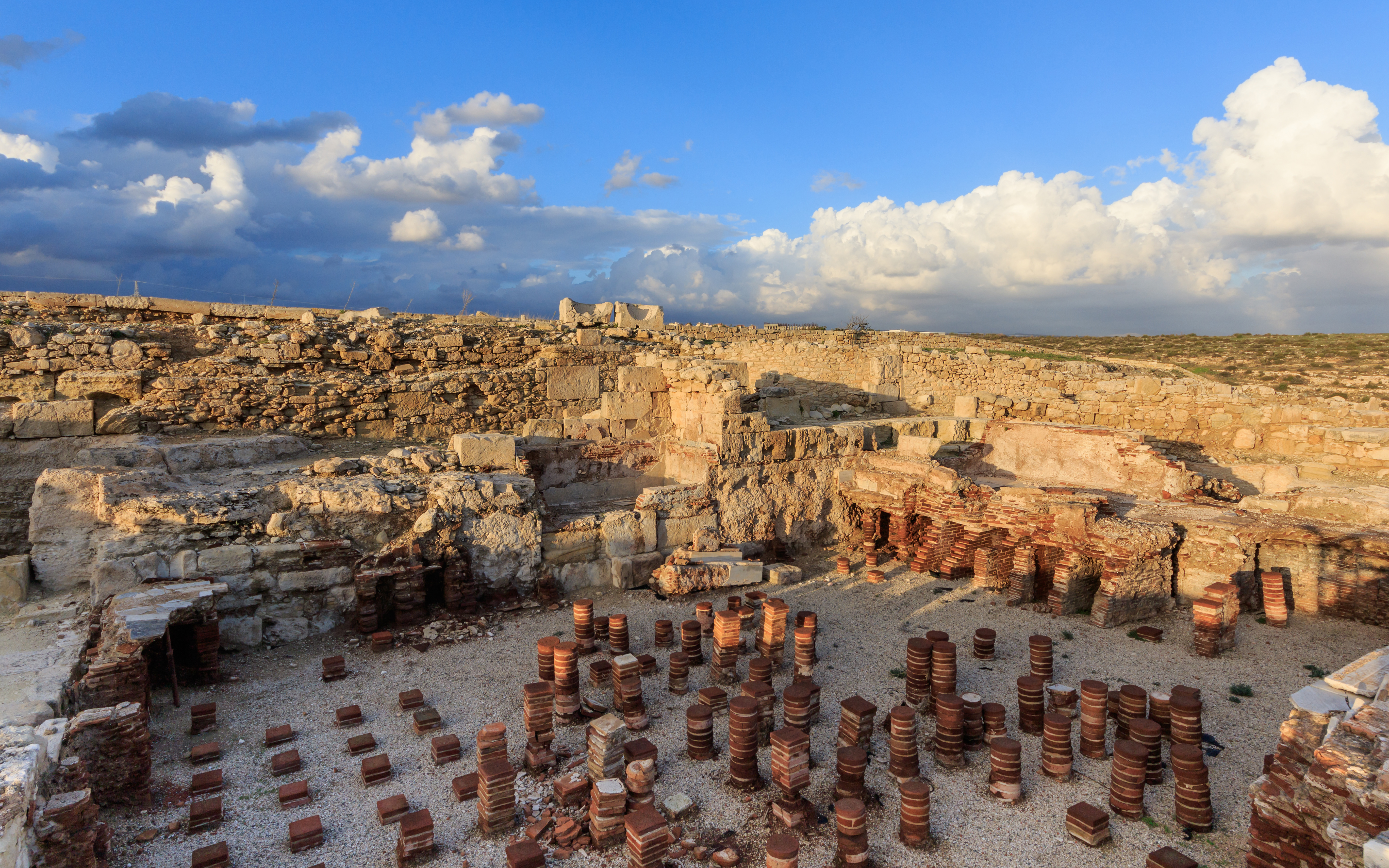
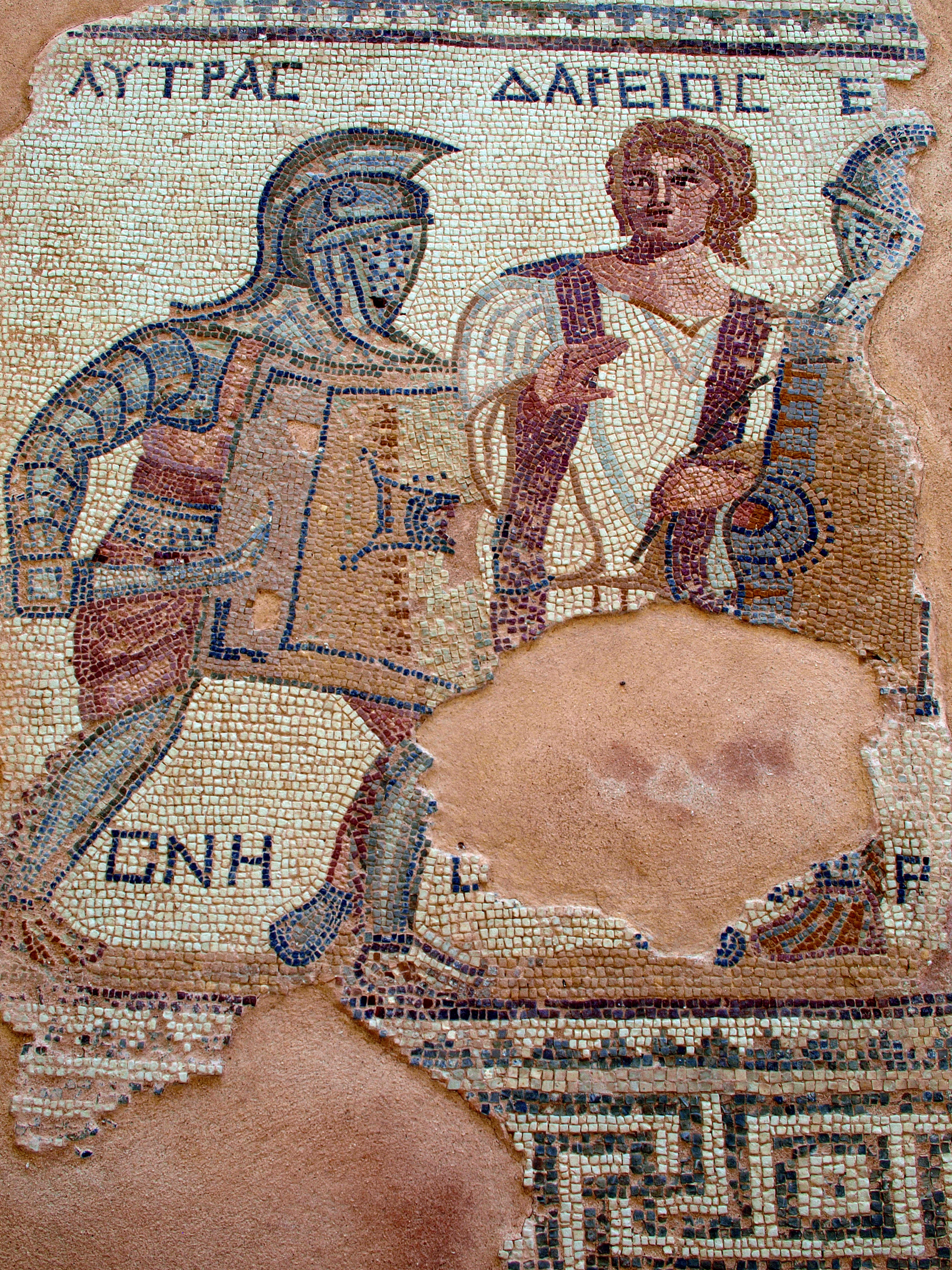
Starověká mozaika